# Helsinki Halli
Helsinki Halli (dříve Hartwall-areena, česky Hartwall Arena nebo méně často Hartwall Aréna) je multifunkční aréna v Helsinkách, hlavním městě Finska. Otevřena byla v roce 1997, její kapacita pro hokejové zápasy činí 13 349 diváků.
Primárně je využívána k lednímu hokeji, domácím týmem je profesionální finský hokejový tým Jokerit Helsinky.
V letech 1997 a 2003 se v aréně konala mistrovství světa v ledním hokeji. Znovu byla aréna dějištěm šampionátů v letech 2012 a 2013. Na mistrovství světa v ledním hokeji v roce 2012 se tam odehrály zápasy jedné základní skupiny, čtvrtfinálové boje této skupiny, dále i semifinále a závěrečné boje o medaile. V roce 2013 se zde hrály pouze zápasy jedné skupiny a polovina čtvrtfinálových zápasů.
V letech 2002, 2010 a 2021 se zde konalo Mistrovství světa ve florbale mužů.
21. října 2005 se v hale konal nejznámější koncert End of an Era finské symphonic/power metalové skupiny Nightwish.
Aréna nesla jméno Hartwall podle finského výrobce nápojů. Hartwall ukončil partnerství s arénou z důvodu ruské invaze na Ukrajinu, protože ve vedení arény jsou ruští oligarchové. Proto se přejmenovalo na Helsinki Halli.
V polovině listopadu 2024 bylo oznámeno, že ruští vlastníci podepsali smlouvu o prodeji se skupinou Trevian, kterou tvoří skupina finských investorů. Protože ruské majetky jsou zmrazeny, k vypořádání dojde poté, co transakci schválí finská vláda a orgány Evropské unie.